# Biaroza
Biaroza (en bielorruso: Бяро́за o Бяро́за-Карту́ская, en ruso: Берёза, en polaco: Bereza Kartuska) es una ciudad subdistrital de Bielorrusia occidental, capital del distrito homónimo en la provincia de Brest.
En 2017, la ciudad tenía una población de 29 451 habitantes.
Se ubica a medio camino entre Brest y Baránavichi, junto a la carretera E30.

## Patrimonio

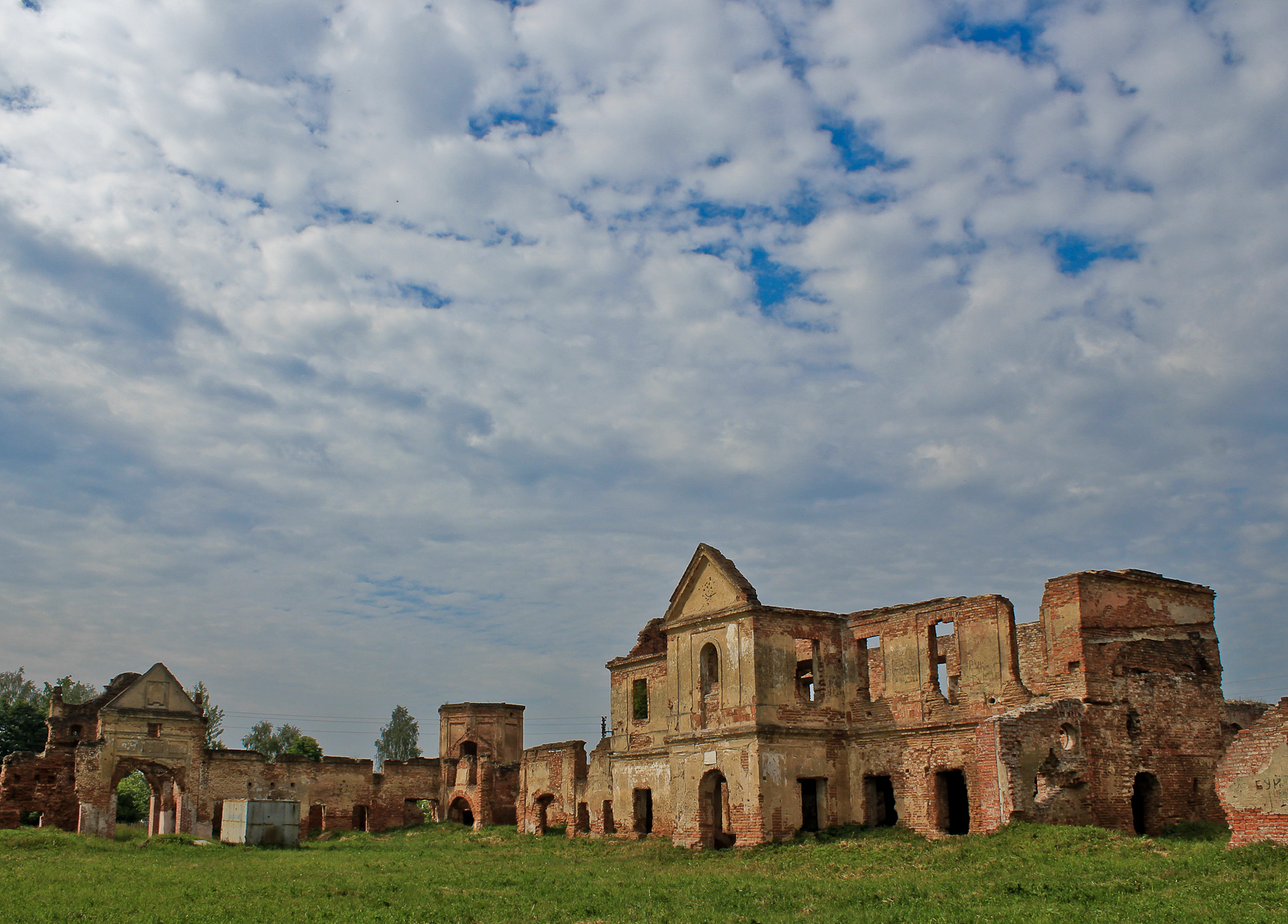
Monasterio de Biaroza
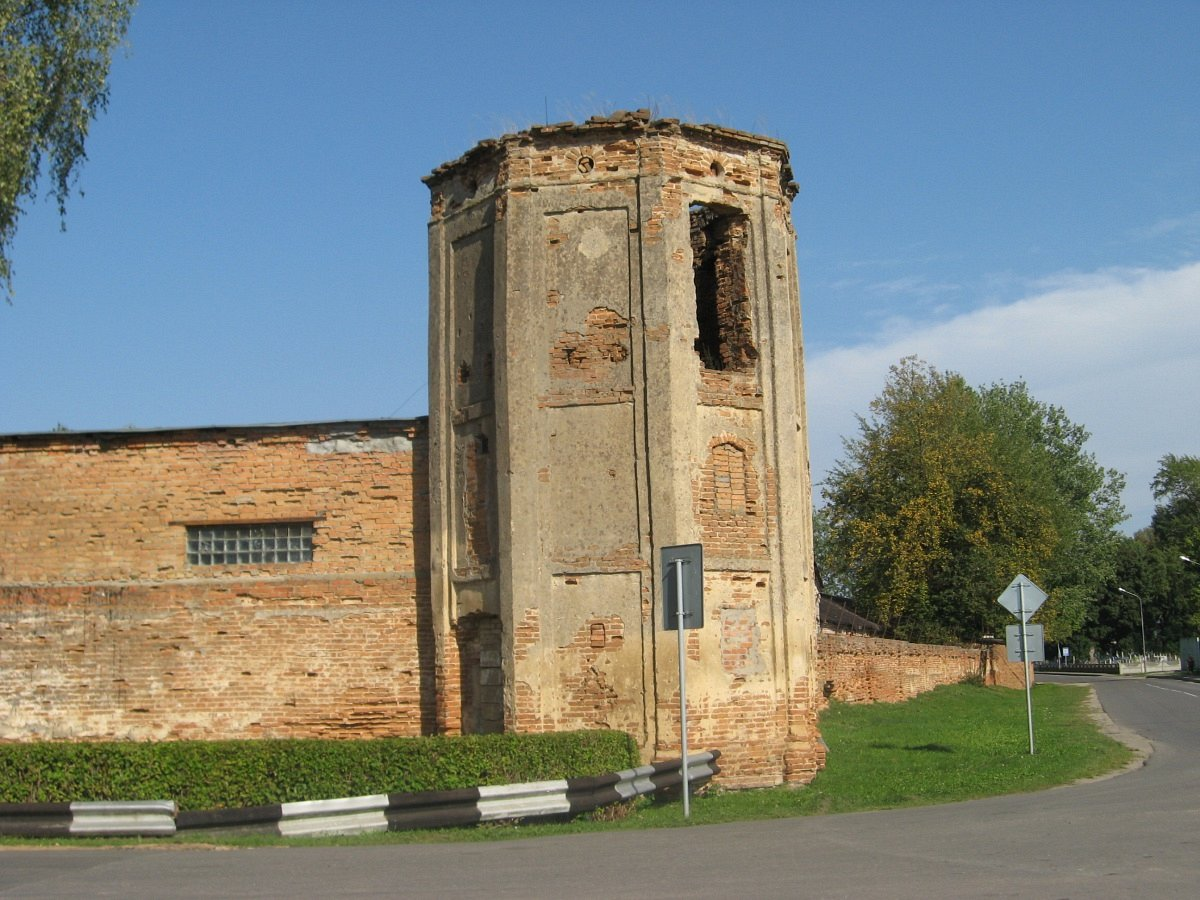
Torre en el monasterio
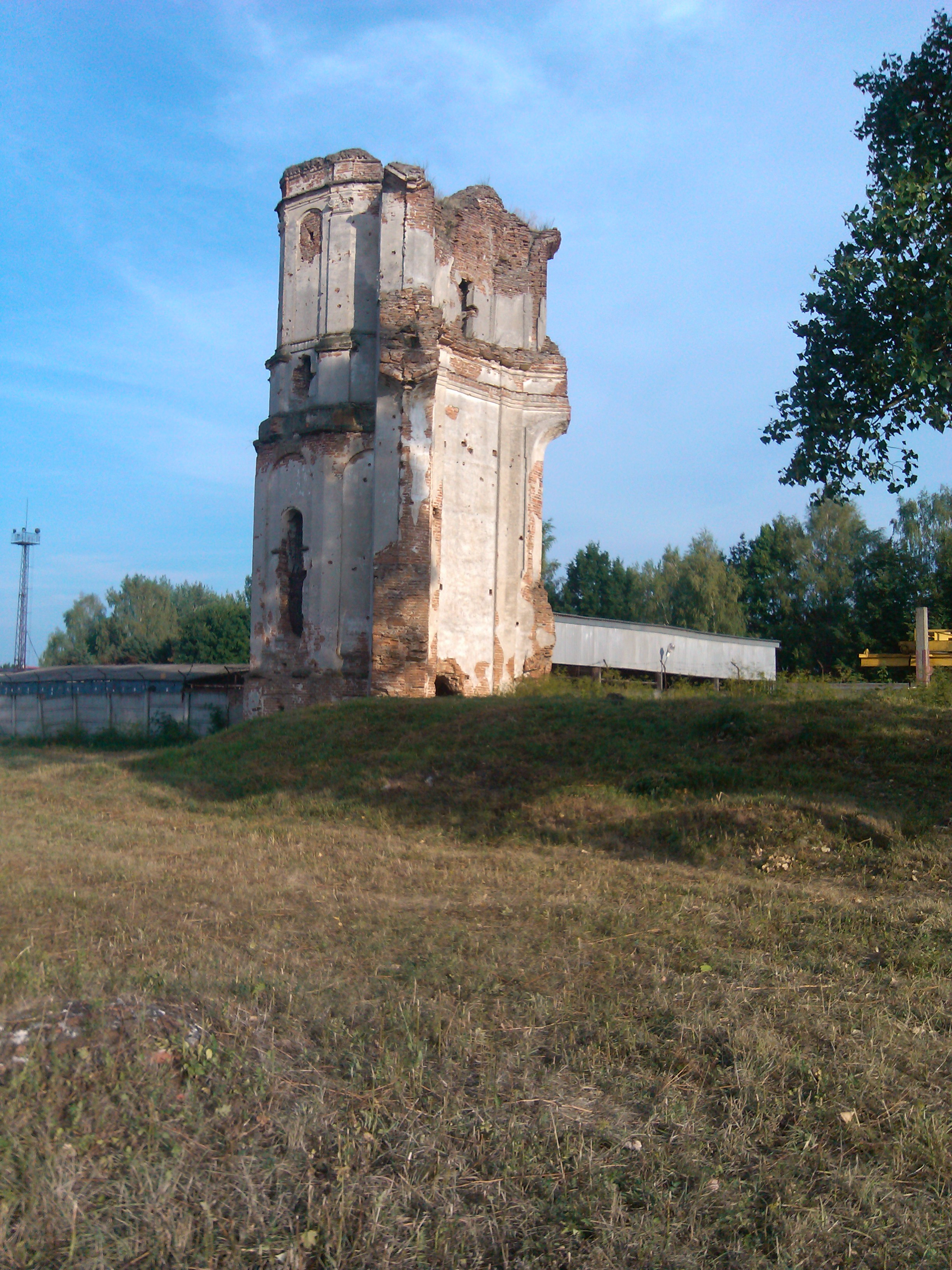
Ruinas en el monasterio
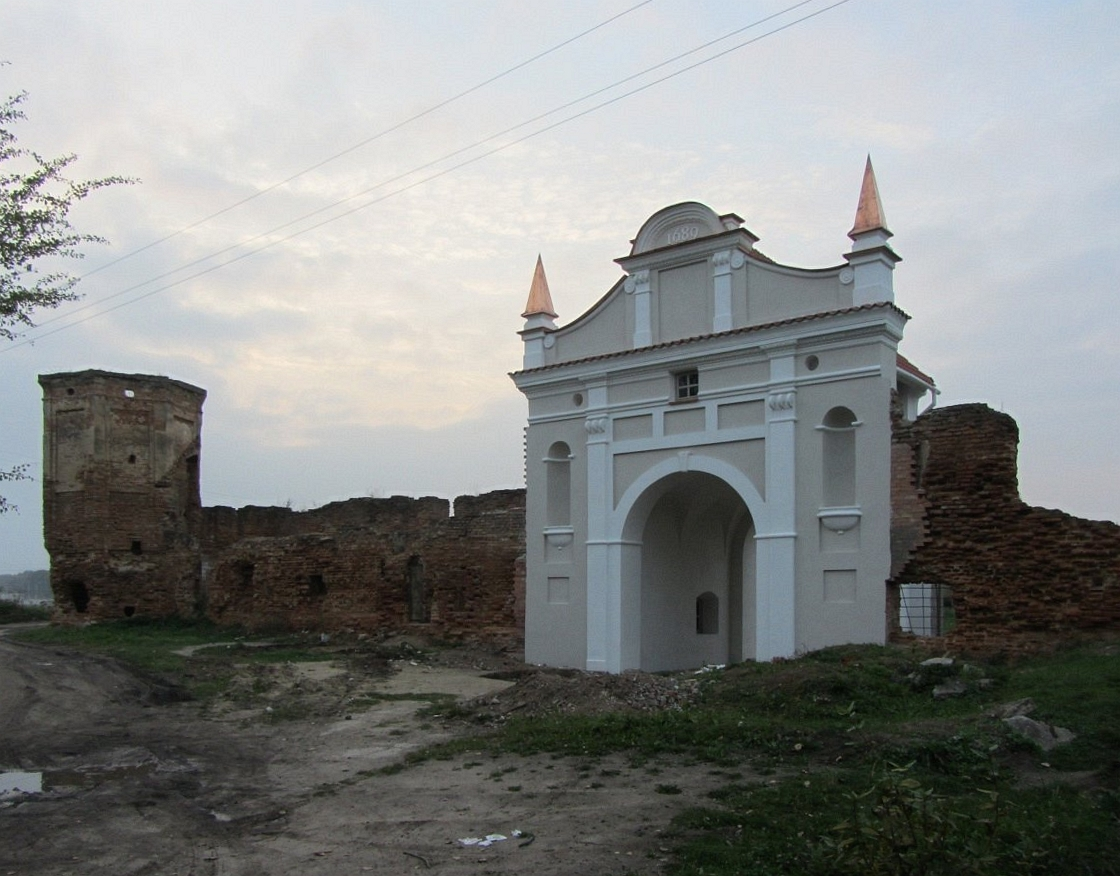
Ruinas en el monasterio
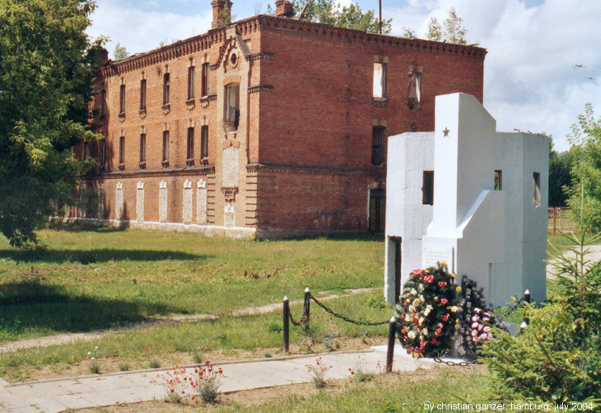
Prisión de Bereza Kartuska
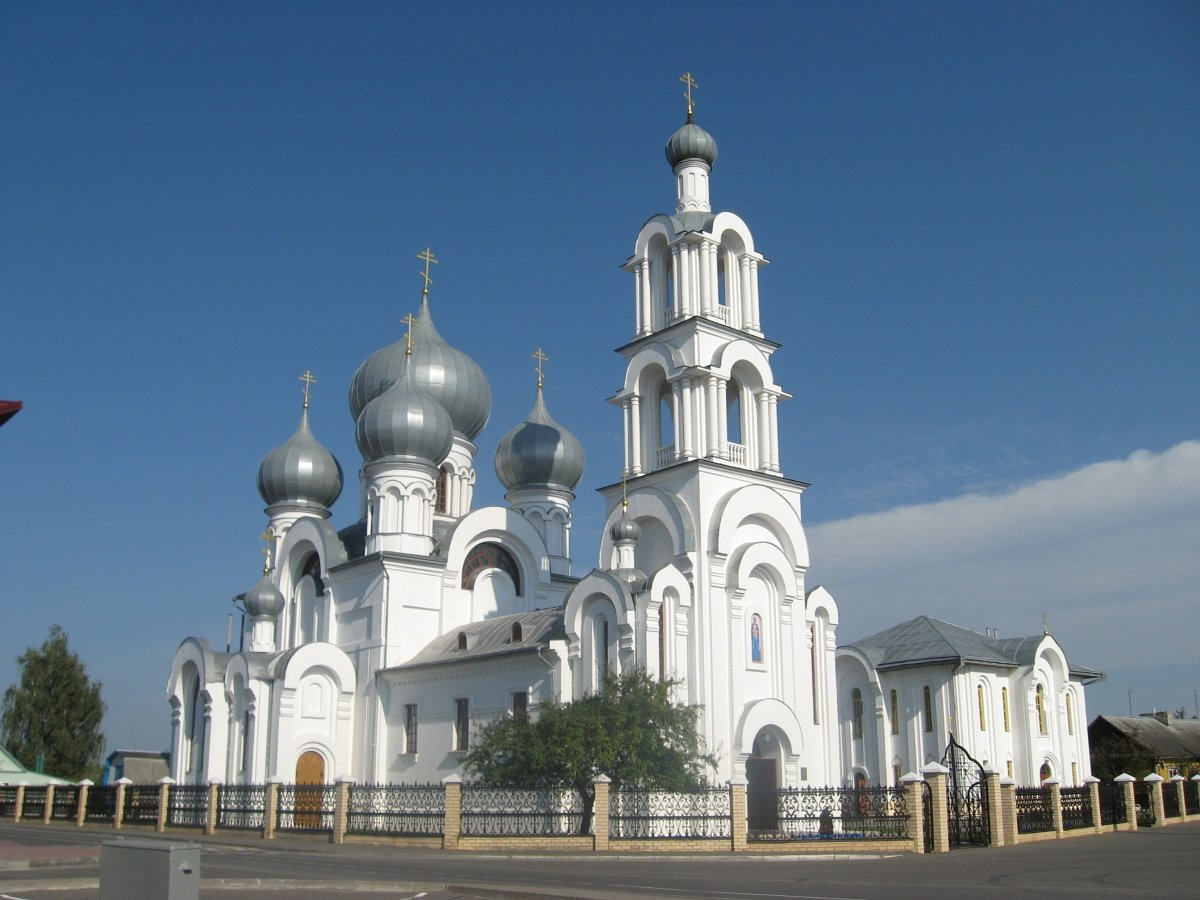
Iglesia de San Pedro y San Pablo
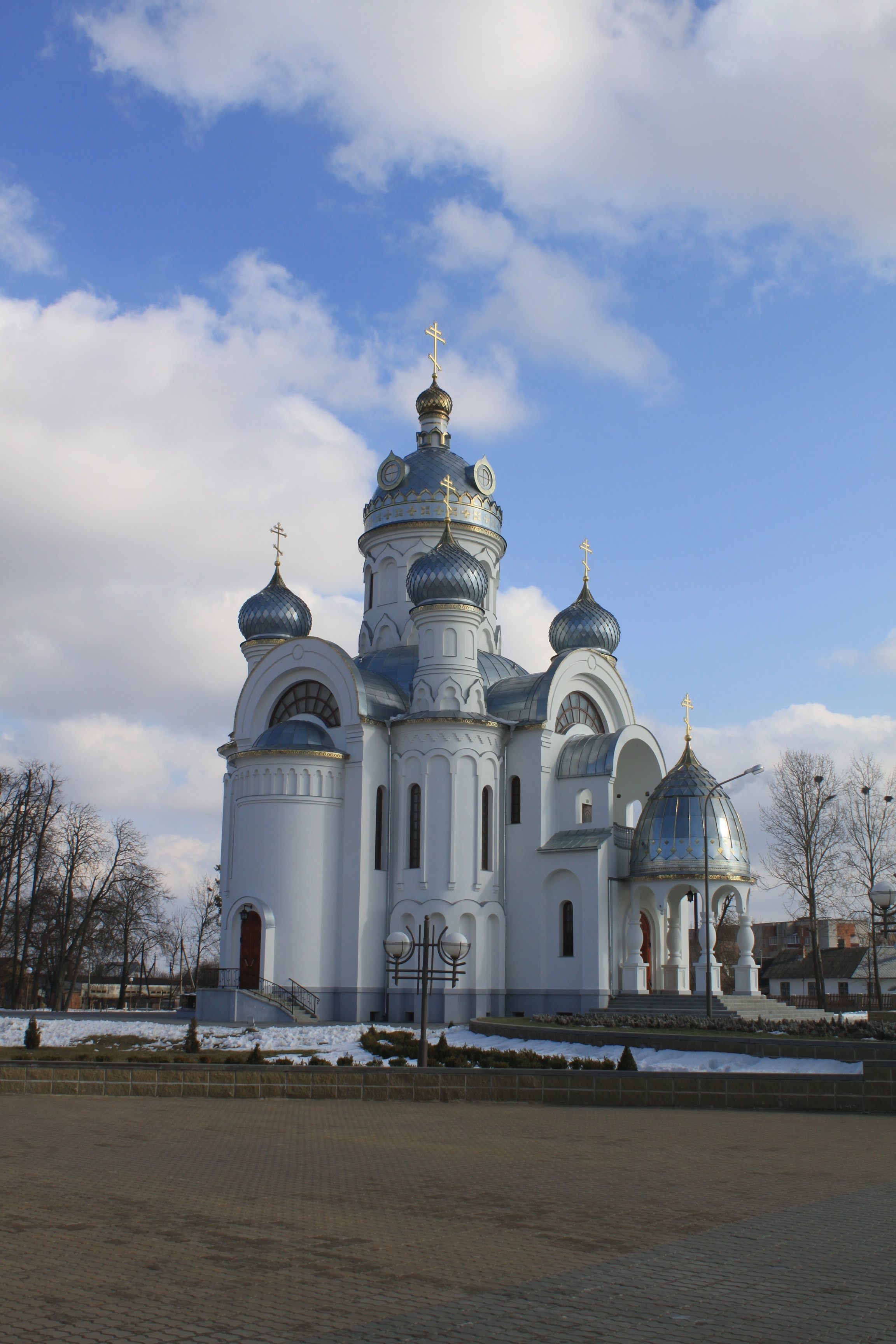
Iglesia de San Miguel Arcángel
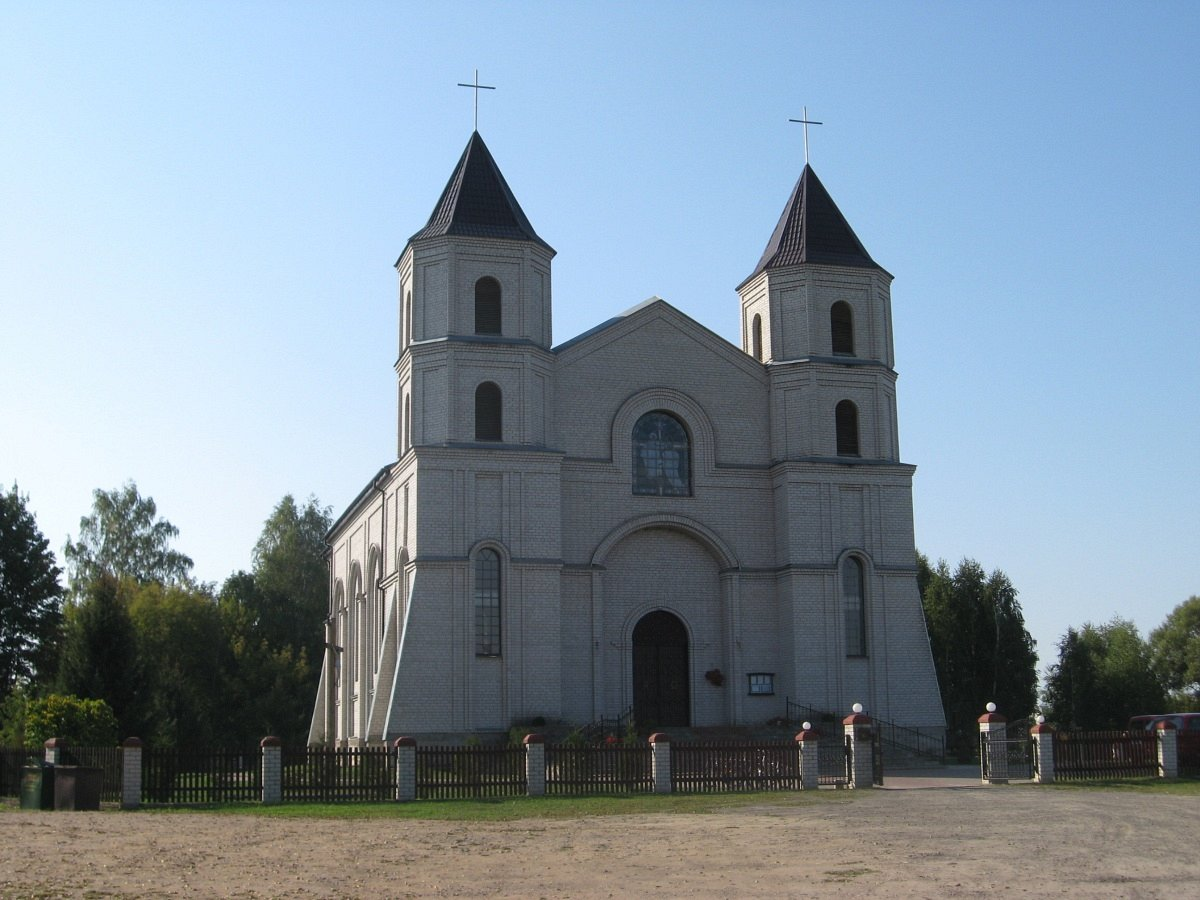
Iglesia en Biaroza